# بانی هلمن
بانی هِـلمَـن (انگلیسی: Bonnie Hellman؛ زادهٔ ۱۰ ژانویهٔ ۱۹۵۰) بازیگر اهل ایالات متحده آمریکا است. وی از سال ۱۹۸۰ میلادی تاکنون مشغول فعالیت بوده‌است.
از فیلم‌ها یا مجموعه‌های تلویزیونی که وی در آن‌ها نقش داشته است، می‌توان به خاطرات استارداست، اسمارت را بگیر و کدبانوهای وامانده اشاره نمود.